# Bitwa o Monasterzyska
Bitwa o Monasterzyska – jedna z bitew trwającego w latach 1648–1657 powstania Chmielnickiego. Stoczona w lutym 1653 roku, między wojskami koronnymi pod dowództwem hetmana polnego koronnego Stefana Czarnieckiego, a siłami kozackimi które broniły Monasterzysk, pod dowództwem Iwana Bohuna.Bitwa zakończyła się porażką Rzeczypospolitej, co zmusiło ich do zaprzestania działań wojennych na jakiś czas.

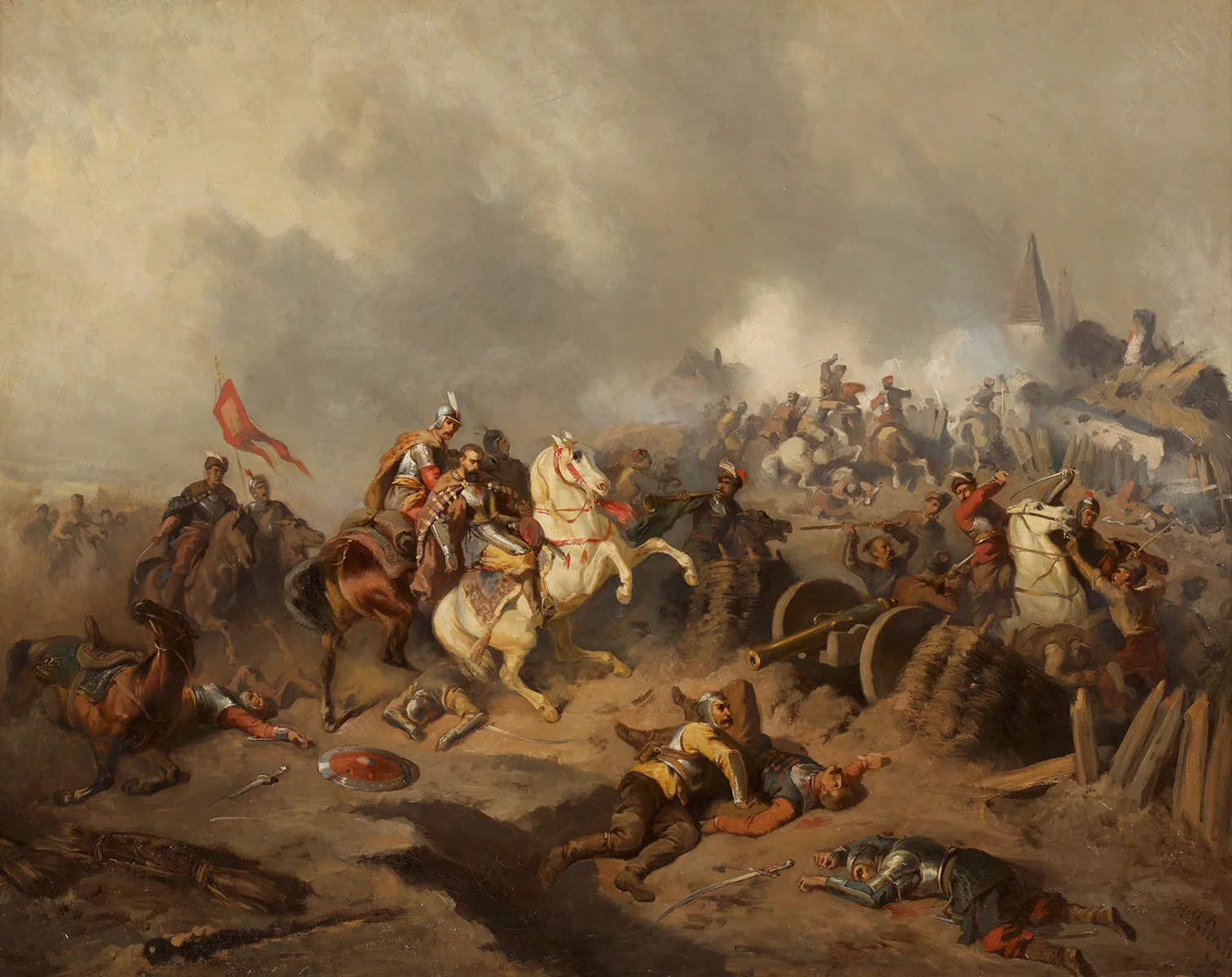
Stefan Czarniecki w bitwie o Monasterzyska

## Rozkład sił
Szacuje się, że w bitwie o Monasterzyska siły polskie liczyły ok. 8000 żołnierzy. Była to jedna z bitew która odbyła się bez udziału husarii, zamiast niej w bitwie wzięło udział ok. 1000 dragonów. Natomiast po stronie kozackiej zdecydowaną większość stanowiła jazda kozacka.
Szacuje się, że obrońców Monasterzysk mogło być nawet 70 000 (wliczając w to pospólstwo).

## Przed bitwą o Monasterzyska
Zanim doszło do walk o Monasterzyska, armia polska starła się z 5000-8000 armią Iwana Bohuna pod Kalnikiem. Polacy wygrali to starcie i zmusili kozaków do ucieczki. To pozwoliło Stefanowi Czarnieckiemu na zajęcie wsi: Kalnik, Ilińce i Bałabanówka. Wojska kozackie wycofały się wówczas do Monasterzysk.

## Koniec bitwy
Iwan Bohun zdołał opuścić Monasterzyska z częścią swoich wojsk, gdy reszta została by bronić zamku. Jak po latach pisał Wespazjan Kochowski, był to zapewne celowy manewr, mający pomóc obrońcom. Jednakże w trakcie walk raniony został dowódca wojsk polskich Stefan Czarniecki, co mogło przesądzić o ostatecznej klęsce Polaków w walce o Monasterzyska.